# Kiến xén lá

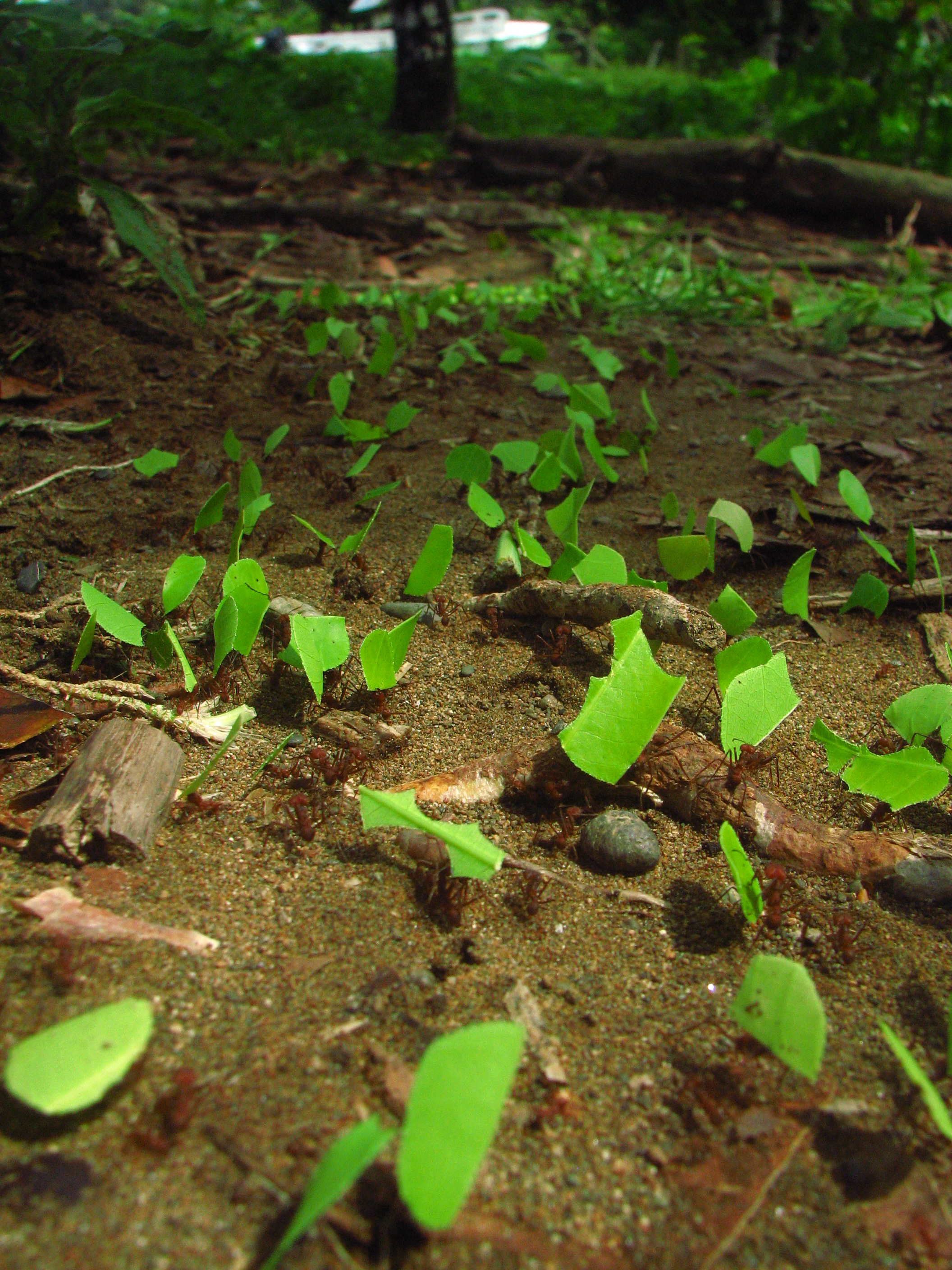
Kiến thợ Atta colombica khuân lá

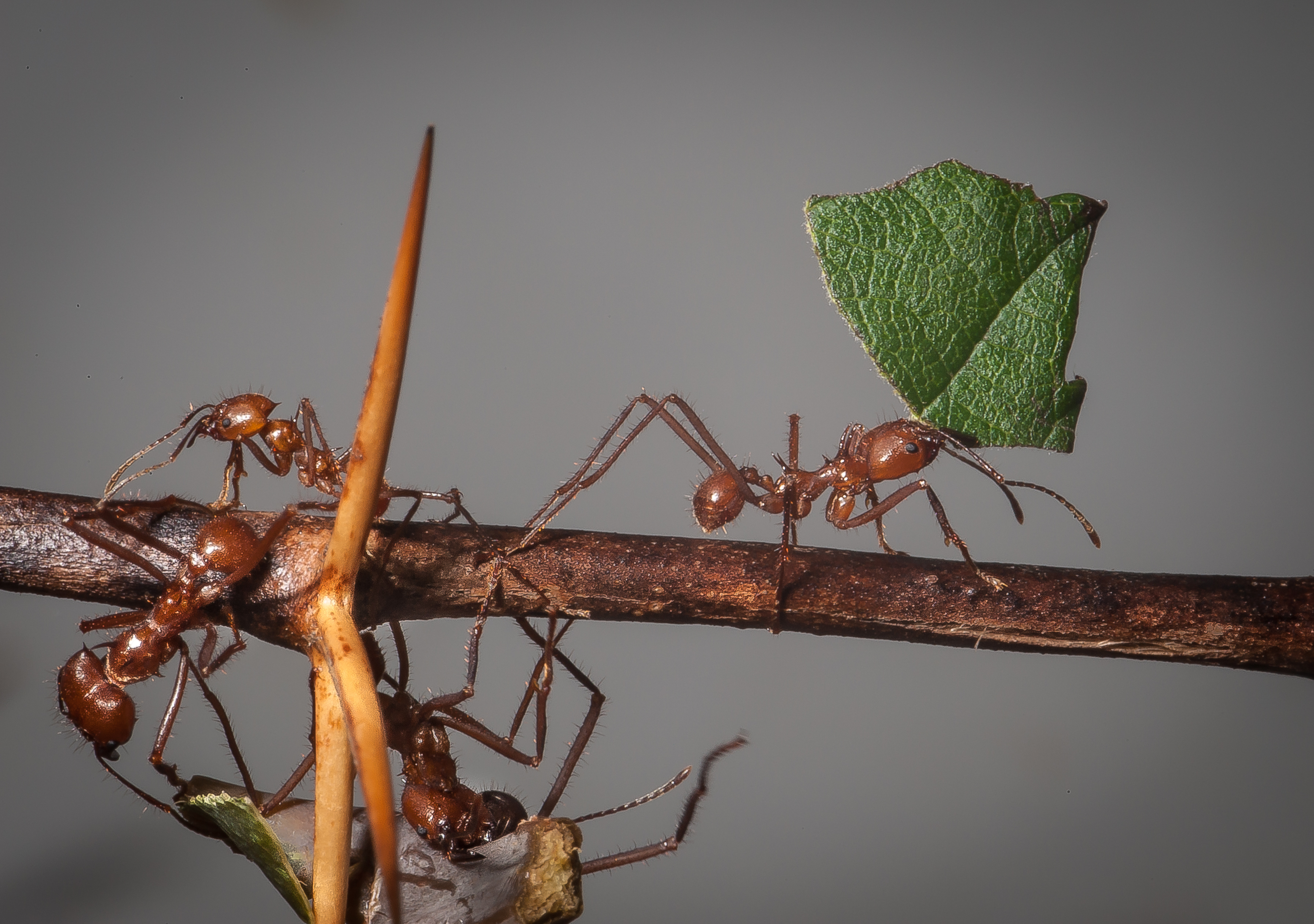
Atta cephalotes, vườn thú Wilhelma, Stuttgart

Kiến xen lá hay kiến cắt lá là một tên gọi thông tục chỉ chung cho 47 loài kiến trong hai chi Atta và Acromyrmex.
Đây đều là những loài kiến nhiệt đới, trồng nấm và đặc hữu Nam và Trung Mỹ, México, và miền nam Hoa Kỳ.
 Kiến xén lá có thể khuân vật nặng gấp 20 lần cơ thể chúng cũng như cắt và xử lý thực vật tươi (lá hay hoa) làm chất nền dinh dưỡng trong việc trồng nấm của chúng.
Acromyrmex và Atta về bề ngoài chia sẻ nhiều nét chung; nhưng hai chi này có thể được phân biệt nhờ một số đặc điểm. Các loài Atta có ba cặp gai và một bộ xương ngoài nhẵn bóng, còn Acromyrmex có bốn cặp gai và bộ xương ngoài nhám.
Cũng như con người, kiến xén lá tạo nên những cộng đồng sinh vật lớn và phức tạp hàng đầu. Trong một vài năm, khoang trung tâm của ổ ngầm của chúng có thể đạt chiều ngang 30 m (98 ft), với những khoang nhỏ hơn phân tán trong vòng bán kính 80 m (260 ft), chiếm 30 đến 600 m2 (320 đến 6.460 foot vuông) và chứa đựng đến tám triệu con kiến bên trong..